# Extravíate
Extravíate es el tercer álbum de la cantante mexicana Edith Márquez que tras el éxito de sus dos primeras producciones, en mayo del 2001 graba "Extravíate", en el estudio 19 y estudio 201 en Ciudad de México y mezclado en el estudio Signature Sound de San Diego, California, bajo la producción de Jorge Avendaño Lührs, el cual sale a la venta el 16 de septiembre del 2001.
El estilo musical de este disco mantiene un equilibrio entre la balada pop actual con el toque mexicano que ella siempre ha defendido, incluyendo también dos rumbas flamencas que logran dar un gran balance a esta producción. El primer sencillo por promocionar es "Mi Nombre", escrita por el compositor Guillermo Plata, es una perfecta carta de presentación para este disco, ya que con la intensidad de la letra que esta contiene y la incomparable interpretación de Edith Márquez, hacen de este tema un verdadero clásico. También cabe mencionar la participación de Pepe Aguilar con la producción del tema ¿Qué más?, escrito por el mismo Pepe Aguilar, Jesús Monarrez y Juan Manuel Pernas.
En octubre del 2001 empieza a hacer presentaciones por toda la República Mexicana logrando llenos absolutos, llega a vender un total de 120 mil copias logrando un disco de oro.

## Lista de canciones
|    | Título            | Escritura                   | Duración |
| -- | ----------------- | --------------------------- | -------- |
| 1  | "Se Te Acabó"     | Beto Sánchez                | 03:34    |
| 2  | "Esa Soy Yo"      | Jorge Avendaño              | 03:44    |
| 3  | "Extravíate"      | Moro, Miguel Luna           | 03:09    |
| 4  | "Mi Nombre"       | Guillermo Plata             | 04:23    |
| 5  | "Entre Ella y yo" | Jorge Avendaño              | 03:59    |
| 6  | "¿Que Más?"       | Pepe Aguilar                | 03:31    |
| 7  | "Juramentos"      | Jorge Avendaño              | 03:19    |
| 8  | "Embrujame"       | Cesar Franco - Jaime Flores | 03:39    |
| 9  | "Sola"            | Guillermo Plata             | 04:01    |
| 10 | "No Sospecho"     | Claudio Bermúdez            | 03:46    |

## Videos
| Año  | Video      | CD                       | Director             | Detalles |  |
| ---- | ---------- | ------------------------ | -------------------- | --- |  |
| 2001 | No         | Duetos Armando Manzanero |                      | El primer sencillo y video del disco recopilatorio de Duetos con Armando Manzanero, en el cual también aparece el compositor a lado de la cantante Edith Márquez, los dos aparecen en un estudio de grabación, el video se posicionó entre los primeros lugares al igual que la canción. |  |
| 2001 | Mi Nombre  | Extravíate               | Juan Carlos Valdivia | Primer sencillo y video del tercer disco de la cantante, este video relata la historia de una pareja que ya no puede resolver sus problemas y opta mejor por la separación, en esta historia Edith es también la protagonista, en este video Edith cambia totalmente su vestuario.       |  |
| 2001 | Extravíate | Extravíate               |                      | Segundo sencillo y video del tercer disco de la cantante, este video narra la historia, de una mujer que quiere que su pareja se vaya de su vida. |  |

## Músicos
| Nombre                                             | Instrumento                  |
| -------------------------------------------------- | ---------------------------- |
| Edith Márquez                                      | cantante                     |
| Waldo Madera                                       | batería                      |
| Rodrigo Cárdenas                                   | bajo                         |
| Miguel Peña, Fernando de Santiago y Peter Scrabeak | guitarra, guitarra eléctrica |
| Jorge Avendaño                                     | piano acústico               |
| Manuel Valle                                       | trompetas                    |
| Jose G Alfaro                                      | vihuela                      |
| Janice Kaynok                                      | corno francés                |
| Nancy Coade                                        | violines                     |
| Dobroslawa                                         | paleta                       |
| Jennifer Holson                                    | violonchelos                 |